# Pepé Le Pew
Pepé Le Pew è un personaggio immaginario ideato da Chuck Jones, Tedd Pierce e Michael Maltese nel 1945 e apparso in decine di cortometraggi animati, uno dei quali, For Scent-imental Reasons, vinse un premio Oscar nel 1949.

## Caratteristiche del personaggio
Il personaggio è una moffetta maschio dal forte accento francese, di indole romantica, ma soprattutto molto invadente. La tipica trama lo vede inseguire appassionatamente una gattina bianconera da lui scambiata per una della sua specie perché vari incidenti finiscono, ogni volta, per tracciare sulla micia una striscia bianca all'inizio dell'episodio. Mentre è chiarissima la ripugnanza che la felina mostra per Pepé, questo continua a corteggiarla nei modi più assurdi e, appunto, invadenti. La gatta è stata denominata in seguito Penelope Pussycat, ma inizialmente era anonima.

## Filmografia
La prima apparizione avvenne nel corto animato Il gatto puzzola (1945) della serie Looney Tunes e diretto da Chuck Jones. La sceneggiatura fu scritta da Tedd Pierce.
In questa prima apparizione è statunitense, padre di famiglia, e si chiama Henry. La vittima dei suoi corteggiamenti appassionati è un gatto maschio, che si è travestito deliberatamente da moffetta per liberarsi da un cagnaccio.
Il personaggio è il protagonista di una serie di cortometraggi prodotti dal 1945 al 1962. Fa una breve apparizione in Dog Pounded (1954), un episodio della serie di Gatto Silvestro, dove scambia il felino per una puzzola, dopo che questi si è dipinto una striscia sulla schiena per spaventare i cani del canile in cui vive Titti. Appare anche nei due film Space Jam e Looney Tunes: Back in Action.

## Altri media
Compare in videogiochi della serie Looney Tunes, come Back in Action, Looney Tunes Racing, Bugs Bunny Rabbit Rampage, Space Jam, Looney Tunes Allert e Bugs Bunny Crazy Castle.